# GNU-Darwin
GNU-Darwin — проект по переносу пакетов свободного программного обеспечения на операционные системы OS X и Darwin. Распространяются также версии для операционных систем Darwin (от Apple) и OpenDarwin, который основан на Darwin, несмотря на то, что версии, которые доступны, как правило, отстают от текущих выпусков. В проекте говорится, что его целью является «сосредоточиться на проектах, которые используют нашу уникальную комбинацию Darwin и GNU помогая пользователям пользоваться преимуществами свободы программного обеспечения».

## История
Проект был основан Майклом Л. Лав в ноябре 2000 года с целью переноса пакетов свободного программного обеспечения на операционную систему OS X.
Первоначально Лав планировал переписать программное обеспечение с использованием графического слоя Quartz, который по умолчанию использует OS X. Однако после того, как проект XonX портировал систему X Window на Mac OS X и Darwin, цели проекта GNU-Darwin изменились на просто упаковку программного обеспечения для работы с X Window System.
В 2002 году группа GNU-Darwin начала кампанию, которую они назвали Free Darwin. Она была нацелена на то, чтобы заставить Apple изменить Apple Public Source License (APSL), по которой Darwin был лицензирован. Кампания Free Darwin завершилась в декабре 2002 года, когда GNU-Darwin отказалась от поддержки программного обеспечения, связанного с проприетарными библиотеками (включая Cocoa и Carbon), и переключилась на архитектуру x86. Версия для PowerPC была переведена в режим обслуживания. В июле 2003 года Apple выпустила версию 2.0 APSL, которая получила сертификат свободного программного обеспечения от Free Software Foundation.
Версия 1.0 пакетного менеджера, выпущенная в январе 2003 года, позволяла установить более чем 15 000 пакетов программного обеспечения.